# Краснооктябрьский (Адыгея)
Краснооктя́брьский (адыг. Октябрэплъыжь) — посёлок в Майкопском муниципальном районе республики Адыгея России. Административный центр Краснооктябрьского сельского поселения.

## История
Основан в 1859 году как хутор Драгунский, названый так по находившимся на этом месте драгунских конных лагерей, охранявших позиции крепости Майкоп. В 1875 году в хуторе проживало 62 человека, обслуживавших полк.
В 1920 году хутор был переименован в Краснооктябрьский. 2 июня 1924 года был образован Краснооктябрьский сельский совет.
21 мая 1936 года после передачи Майкопа в состав Адыгейской автономной области сельсовет был упразднён, а посёлок передан в починение города. 21 февраля 1940 года с образованием Майкопского района был вновь образован Краснооктябрьский сельский совет.
В 1966 году статус Краснооктябрьского был изменён с хутора на посёлок.

## Население
| 2002  | 2010  | 2013  | 2014  | 2015  | 2016  | 2017  |
| ----- | ----- | ----- | ----- | ----- | ----- | ----- |
| 5488  | ↗5875 | ↗6060 | ↗6157 | ↗6323 | ↗6472 | ↗6600 |
| 2018  | 2019  | 2020  | 2021  | 2023  | 2024  |       |
| ↘6536 | ↘6451 | ↗6526 | ↘6000 | ↗6092 | ↗6183 |       |

По данным переписи населения 2021 года из 6000 проживающих в посёлке, 3896 человека указали свою национальность
:
| Народ           | Численность, чел. | Доля от населения, % |
| --------------- | ----------------- | -------------------- |
| Русские         | 3 365             | 86,37 %              |
| Адыги (Черкесы) | 279               | 7,16 %               |
| Украинцы        | 55                | 1,41 %               |
| Армяне          | 53                | 1,36 %               |

## Улицы
| - 50 лет Победы, - 8 Марта, - Абрикосовая, - Абрикосовый переулок, - Весенняя, - Виноградная, - Вишневая, - Вишневый переулок, - Восточная, - Горная, - Горный переулок, - Дружбы, - Кавказская, - Калинина, - Кирпичная, - Колхозная, - Короткая, - Красная, | - Кубанская, - Курджипская, - Ленина, - Лесная, - Луговая, - Малая, - Мира, - Молодёжная, - Московская, - Мищук, - Набережная, - Низовая, - Новая, - Подгорная, - Подлесная, - Приречная, - Прямая, - Рабочая, | - Рабочий, - Российская, - Садовая, - Светлая, - Северная, - Северный, - Сиреневая, - Советская, - Солнечная, - Степная, - Строителей, - Тихий переулок, - Туристов, - Цветочная, - Школьная, - Шоссейная, - Южная. |